# 利察鄉
43°48′N 24°49′E / 43.800°N 24.817°E
利察鄉（羅馬尼亞語：Comuna Lița, Teleorman），是羅馬尼亞的鄉份，位於該國南部，由特列奧爾曼縣負責管轄，面積47平方公里，海拔高度56米，2007年人口2,990，人口密度每平方公里64人。